# بني افرح (بني امحمد)
بني افرح هو دُوَّار يقع بجماعة بني امحمد سجلماسة، إقليم الرشيدية، جهة درعة تافيلالت في المملكة المغربية. ينتمي الدوّار لمشيخة بني امحمد التي تضم 12 دوار. يقدر عدد سكانه بـ 256 نسمة حسب الإحصاء الرسمي للسكان والسكنى لسنة 2004.

## روابط خارجية
- البوابة الوطنية للجماعات الترابية نسخة محفوظة 12 مارس 2018 على موقع واي باك مشين.
- المندوبية السامية للتخطيط